# 1772

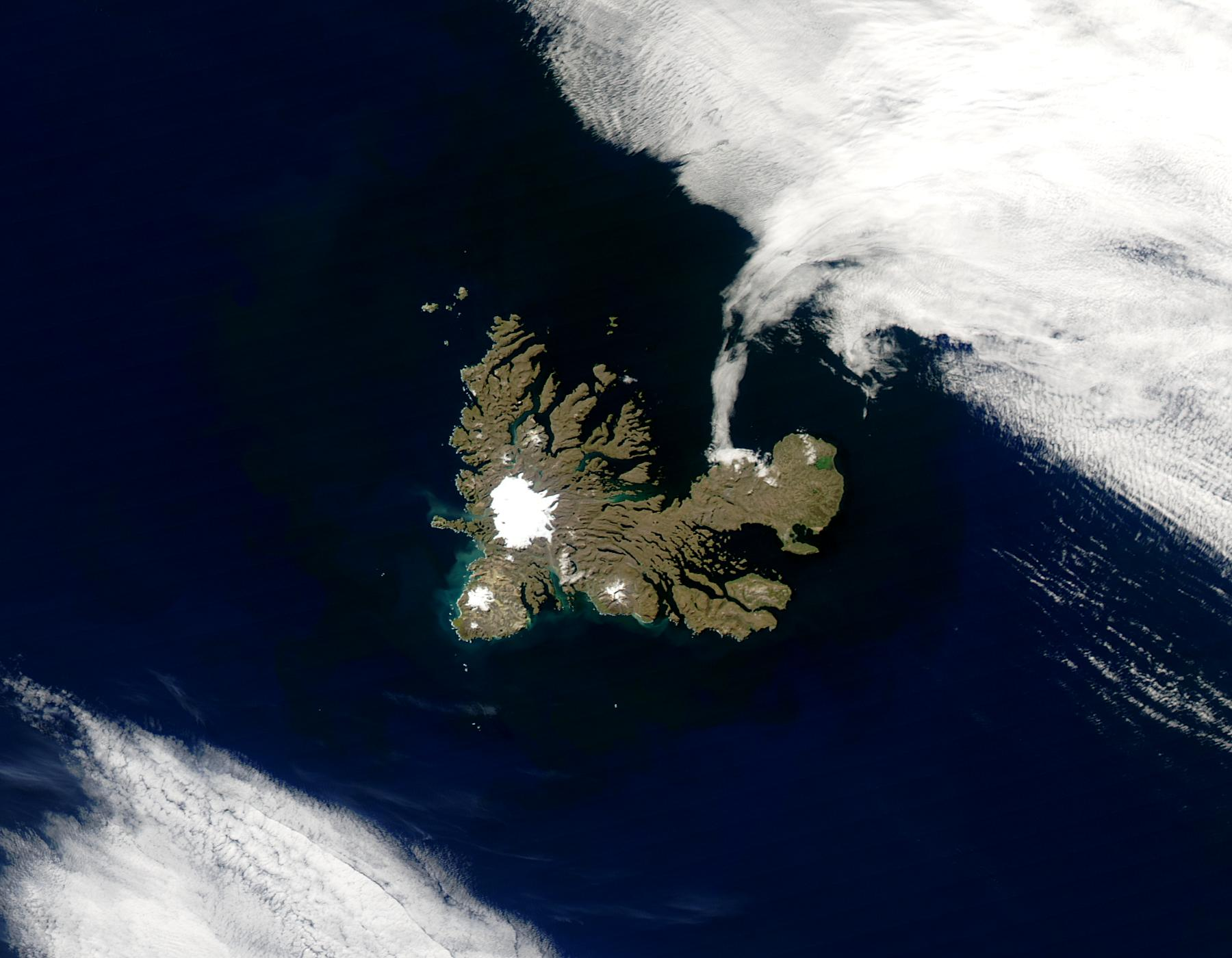
Kerguelen

Het jaar 1772 is het 72e jaar in de 18e eeuw volgens de christelijke jaartelling.

## Gebeurtenissen
januari
- 14 - De Groot Meester Nationaal van d'aloude en Zeer Eerwaarde Maatschappij der Vrije en Aengenomen Metzelaers, in de Republieq der Verenigde Nederlanden, ressort van de Generaliteit en onderhorige Volksplantingen  verleent de loge L'Union Provinciale gevestigd in Groningen (stad) haar constitutiebrief. De vrijmetselaars worden in Noord-Nederland actief.
- 17 - Staatsgreep in Denemarken. De verlichte staatsminister Struensee wordt afgezet en gearresteerd. Zijn vernieuwingen, zoals afschaffing van de censuur en van marteling, worden ongedaan gemaakt.

februari
- 12 - De Fransman Yves Joseph de Kerguelen de Trémarec

ontdekt de Kerguelen, een onherbergzame vulkanische archipel in de zuidelijke wateren van de Indische Oceaan.
- 17 - Overeenkomst tot de Eerste Poolse Deling waarbij de Pools-Litouwse confederatie van de kaart van Europa verdwijnt. West-Pruisen gaat naar Pruisen, Zuid-Galicië naar Oostenrijk en Wit-Rusland naar Rusland.

maart
- 14 - Franciscus Karel van Velbrück, de kandidaat van Maria-Theresia van Oostenrijk, wordt gekozen tot prins-bisschop van Luik.

april
- 28 - De afgezette Deense staatsminister Johann Friedrich Struensee wordt terechtgesteld.

mei
- 11 - De eerste vermelding van een basklarinet duikt op in een Parijse krant.
- 11 - Bij een brand in de Amsterdamse Schouwburg van Van Campen komen negentien mensen om het leven.
- 18 - Eerste vergadering van het Bataafsch Genootschap der Proefondervindelijke Wijsbegeerte te Rotterdam.
- 27 - op Fort Zeelandia in Suriname wordt een detachement geformeerd van 50 man uit het Corps Vrije Mulatten en Negers, die naar het Cottica-gebied wordt gezonden om de militaire posten langs het Cordonpad te versterken.
- 31 - In Mechelen wordt de loge La Constante Fidélité opgericht door de Provinciaal Grootmeester van de Oostenrijkse Nederlanden van de Grand Lodge of England Le Marquis de Gages.

juni
- 10 - De Britse schoener Gaspee, die tijdens haar speurtocht naar smokkelschepen voor de kust van Rhode Island is vastgelopen, wordt overvallen door rebellerende kolonisten, die de bemanning gevangen nemen en het schip in brand steken.
- 22 - De Engelse opperrechter lord Mansfield weigert een weggelopen slaaf James Somerset uit Jamaica terug te geven aan zijn eigenaar Charles Stewart. Hij baseert zich op de Magna Carta en de Habeas Corpus Act.

juli
- 13 - Vertrek van de tweede expeditie van James Cook aan boord van de HMS Resolution vanuit Plymouth.

augustus
- 5 - De grote buren Rusland, Oostenrijk en Pruisen bezetten stukken van Polen ter uitvoering van hun delingsverdrag.

september
- 17 - Doop in de Grote Kerk van Den Haag van de erfprins Willem Frederik. De Staten-Generaal zijn getuige.
- 20 - In Suriname wordt Fort Boekoe veroverd en met de grond gelijkgemaakt door de troepen van de Sociëteit onder Friderici en het korps Zwarte Jagers. De Boni-marrons vluchten naar de regio Locusboom, verder naar het oosten, waar zij nieuwe dorpen en kostgronden bouwen.

oktober
- 15 - De stenen vuurtoren van Oostende wordt in gebruik gesteld. Ze neemt de plaats in van enkele vuurbakens.

zonder datum
- De Republiek wordt getroffen door een reeks faillissementen in de bankwereld, o.a. van het huis Clifford. Dit is nog een gevolg van de Zevenjarige Oorlog en van slechte beleggingen in de Britse Oost-Indische Compagnie. Ook het instorten van de suikerplantages in Suriname speelt mogelijk een rol.
- Daniel Rutherford ontdekt het chemische element stikstof.
- In Mechelen wordt de Kunstschool, de kunstacademie, opgericht. Kunstschilder Jan Willem Fr. Herreyns wordt er, na onderhandelingen met de magistraat van de stad Mechelen, in 1772 de eerste directeur.

## Muziek
- Domenico Cimarosa componeert Le stravaganze del conte.
- Joseph Haydn componeert o.a. zijn Symfonieën nr. 43 (Mercurius), 44 (Trauer), 45 (Abschied), 46 en 47 (Palindroom).
- Antonio Salieri componeert de opera's Il barone di Rocca antica en La secchia rapita

## Beeldende kunst

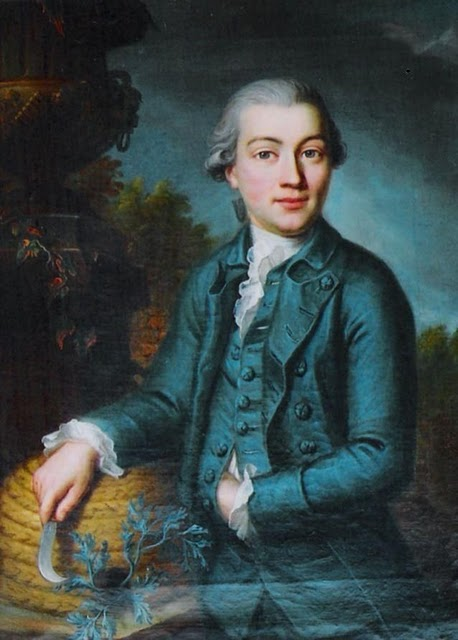
Karl Ludwig Kirchberger (1772), Jakob Emanuel Handmann

## Bouwkunst

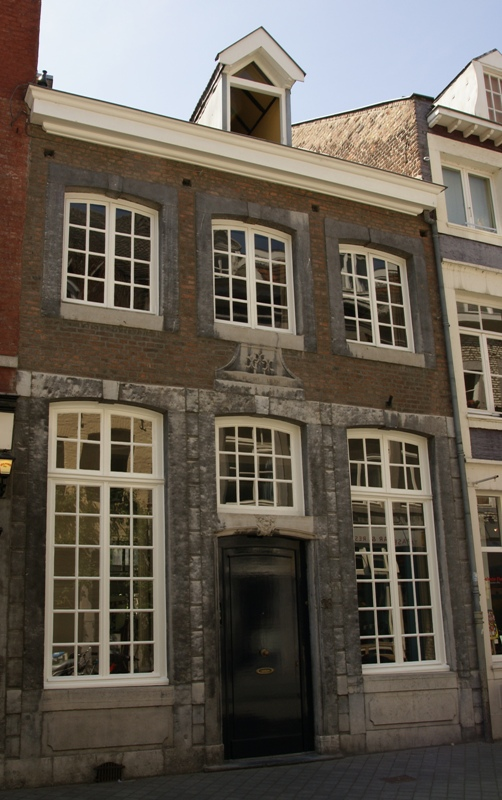
Woonhuis, Maastricht (1772)
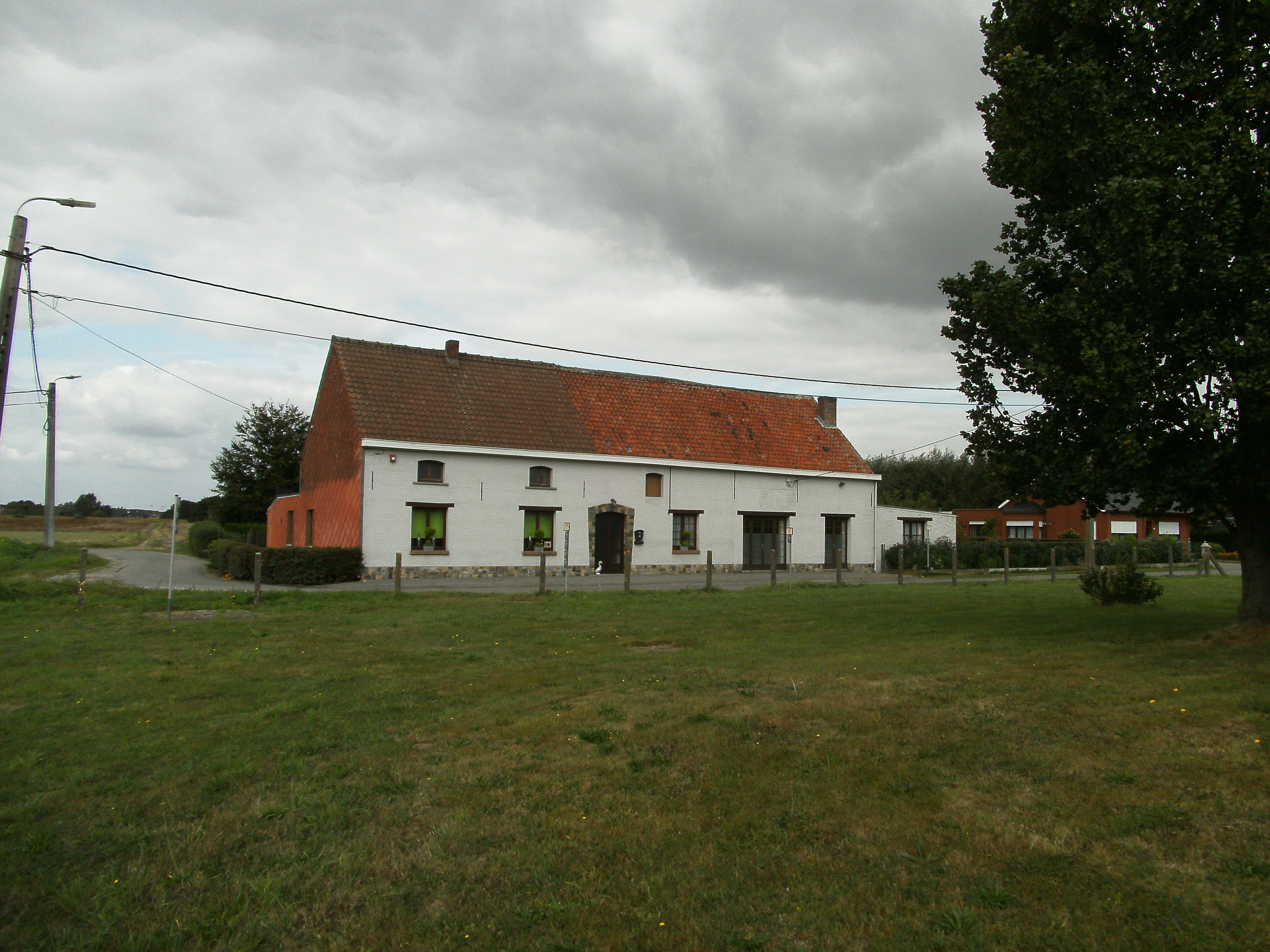
De Zwartlandhoeve, Het Zwartland, Zemst-Bos, Zemst (1772)